# インターネットテレビジョン
株式会社インターネットテレビジョン（英: Internet Television Inc.）は、かつて存在した日本のインターネット関連企業。東京都渋谷区幡ヶ谷に本社を置き、Webマーケティング・ウェブサイト・モバイル・映像コンテンツ・メディカル・ストリーミング・CMS・運用と研究開発事業・実証実験や製品開発などの業務を行っていた。

## 沿革
- 2000年 株式会社インターネットテレビジョンが設立。
- 2001年 NTTコミュニケーションズ Hotspot 実証実験参加。
- 2001年 IIJ DRMコンテンツ識別技術配信システム実証実験参加。
- 2002年 ブロードバンド用映像検索エンジン iengine の開発及びサービス開始。
- 2002年 IUTec co.,ltd（韓国）とMPEG4技術共同開発提携。
- 2002年 総務省 放送通信機構 先端技術型研究開発の助成事業認定。
- 2003年 株式会社サイバーエージェントへの動画コンテンツ提供開始。
- 2003年 グローバルメディアオンライン株式会社へのコンテンツ提供開始。
- 2003年 株式会社パルコ Parcomedia.info サイト プログラム開発及び運用。
- 2003年 KDDI株式会社への携帯電話用ライブカメラのサービス開発契約。
- 2004年 ヤフー株式会社への動画コンテンツ（DVD紹介）の提供開始。
- 2004年 株式会社アクシブドットコム　携帯サイト 渋谷890 制作及び運用。
- 2005年 経済産業省 関東経済産業局 MPEG7動画像再生技術の研究開発。
- 2005年 総務省 情報通信研究機構 MPEG7動画ＥＣ通販機能の実用化研究開発。
- 2005年 エキサイト株式会社　携帯サイト開発及び制作。
- 2006年 株式会社ツタヤオンラインへの動画コンテンツ（DVD)の提供開始。
- 2006年 経済産業省「CHECK PC!キャンペーン」サイト制作、プログラム開発及び運用。
- 2007年 外資系製薬会社 一般向け花粉情報サイト 運用。
- 2007年 外資系製薬会社 医療従事者向け情報サイトのCMS構築及び運用。
- 2008年 経済産業省「CHECK PC!キャンペーン」サイト制作、プログラム開発及び運用。
- 2008年 プライバシーマーク取得 NO.10822782(01)。
- 2009年 経済産業省「CHECK PC!キャンペーン」サイト制作、プログラム開発及び運用。
- 2009年 「ShopinTV」商標登録及び特許出願。
- 2009年 株式会社パルコ 株式会社バンダイ「ドラミちゃんアラモード」ShopinTV,BlogToolsサービス開始。